# III. Lajos címzetes nápolyi király
III. Lajos (franciául: Louis III d'Anjou), (Anjou hercege, 1403. szeptember 25. – Cosenza, 1434. november 15.) Anjou és Touraine hercege, Maine és Provence grófja, címzetes nápolyi király 1417-től haláláig. Hosszú küzdelmet folytatott Aragóniai Alfonzzal Nápoly birtoklásáért, de a végső győzelem előtt váratlanul elhunyt.

## Élete
Édesapja, II. Lajos címzetes nápolyi király halála után örökölte annak címeit. 1419 márciusában V. Márton pápa Nápoly királyává koronázta. Lajos megnyerte magának Muzio Attendola zsoldoskapitányt (condottiere), akinek a segítségével tekintélyes zsoldoshadsereget állított fel, és Nápolyba hajózott meghódítani a királyságot. Mivel nápoly királynője, II. Johanna azonban nem őt, hanem V. Alfonz aragóniai királyt ismerte el utódának 1421-ben, Alfonz Nápolyba ment megvédeni az államot Lajos törekvései elől. Lajosnak sikerült ugyan a királyság egy részét meghódítania, de Aragóniai Alfonz jelentős területeket nem engedett az uralma alá. Milve Alfonz Johanna uralkodói hatalmát is magának kezdte követelni, 1423-ban Johanna – megmásítva korábbi döntését – Lajos jelölte ki utódnak, egyúttal kijelölte a Calabriai Hercegség kormányzójának. 1433 áprilisában Lajos is ki lett tagadva az örökségből, de még abban az évben (június folyamán) újra kijelölte utódjának Johanna.
Lajos időközben meghódította a Nápolyi Királyság nagy részét, és épp Aragóniai Alfonz elűzését készítette elő, amikor váratlanul – Johanna előtt 2 hónappal – elhunyt. Örököse fivére, René lett.